# Еппл-Крік (Огайо)
Еппл-Крік (англ. Apple Creek) — селище (англ. village) в США, в окрузі Вейн штату Огайо. Населення — 1188 осіб (2020).

## Географія
Еппл-Крік розташований за координатами 40°44′56″ пн. ш. 81°49′54″ зх. д. / 40.74889° пн. ш. 81.83167° зх. д. (40.748868, -81.831734).  За даними Бюро перепису населення США в 2010 році селище мало площу 1,51 км², з яких 1,50 км² — суходіл та 0,01 км² — водойми.

## Демографія
Згідно з переписом 2010 року, у селищі мешкали 1173 особи в 449 домогосподарствах у складі 314 родин. Густота населення становила 775 осіб/км².  Було 485 помешкань (320/км²).
Расовий склад населення:
| - 97,7 % — білих - 0,7 % — азіатів - 0,3 % — корінних американців - 0,3 % — чорних або афроамериканців |

До двох чи більше рас належало 0,3 %. Частка іспаномовних становила 3,7 % від усіх жителів.
За віковим діапазоном населення розподілялося таким чином: 27,3 % — особи молодші 18 років, 59,0 % — особи у віці 18—64 років, 13,7 % — особи у віці 65 років та старші. Медіана віку мешканця становила 37,9 року. На 100 осіб жіночої статі у селищі припадало 97,8 чоловіків;  на 100 жінок у віці від 18 років та старших — 97,9 чоловіків також старших 18 років.
Середній дохід на одне домашнє господарство  становив 57 436 доларів США (медіана — 50 134), а середній дохід на одну сім'ю — 66 365 доларів (медіана — 53 750). Медіана доходів становила 40 243 долари для чоловіків та 32 750 доларів для жінок. За межею бідності перебувало 10,4 % осіб, у тому числі 11,0 % дітей у віці до 18 років та 12,1 % осіб у віці 65 років та старших.
Цивільне працевлаштоване населення становило 590 осіб. Основні галузі зайнятості: виробництво — 23,6 %, освіта, охорона здоров'я та соціальна допомога — 18,1 %, будівництво — 12,5 %, роздрібна торгівля — 11,7 %.